# José Crous Casellas
José Crous Casellas (Barcelona, 1846-1887) fue un médico pionero de la enseñanza universitaria de las neurociencias en España, siendo el primer profesor que impartió un curso universitario al respecto. Entusiasta del experimentalismo de laboratorio, se enfrentó, desde una actitud conservadora en lo religioso, al materialismo.
Estudió medicina en la Universidad de Barcelona, licenciándose en 1868; fue ayudante y profesor clínico en su Facultad de medicina, y en 1875 obtuvo por oposición la cátedra de patología médica de la Universidad de Valencia. 
Entre sus obras destacan Programa-sumario de patología médica (1877), uno de los primeros manuales españoles de medicina interna basados en investigaciones de laboratorio; Tratado elemental de anatomía y fisiología normal y patológica del sistema vervioso (1878); Lecciones clínicas sobre la tisis pulmonar (1881). 
Dedicó también dos trabajos a temas psiquiátricos, en concreto al estudio psicológico de las enfermedades mentales: Elementos de frenopatología (1882) y el discurso "Fisiología patológica de las enfermedades mentales".
Editó también revistas especializadas como Archivos de la Medicina Valenciana (1881-1882) y Las Ciencias Médicas (1884).

## Fuente
- José María López Piñero, "José Crous Casellas (1846-1887)", Mente y Cerebro, 29, 2008, págs. 9-11.